# Ivar Fonnes
Ivar Fonnes (nascido a 24 de maio de 1944) é um historiador, arquivista e funcionário público norueguês. Ele trabalhou como arquivista nacional da Noruega de 2006 a 2014.

## Carreira
Fonnes graduou-se como cand.philol. em história pela Universidade de Oslo em 1972. De 1971 a 1983 ele estudou na Faculdade de História e Filosofia (mais tarde renomeada para Faculdade de Ciências Humanas) da Universidade de Oslo. Ele foi designado para o Arquivo Nacional da Noruega em 1983, primeiro como chefe do departamento de TI e, posteriormente, em vários outros cargos administrativos. Foi nomeado arquivista nacional da Noruega em 2006 e ocupou o cargo até 2014, quando Inga Bolstad assumiu o cargo.
Fonnes também foi líder do comité que entregou o Relatório Oficial Norueguês de 2006 sobre arquivos de saúde.

## Trabalhos selecionados
- Arkivhåndboken para offentlig forvaltning (2003)ISBN 9788244607377. Segunda edição (2010)ISBN 9788244612951.